# Hôjôki
Hôjôki (方丈記), traduzido como Relatos da minha cabana, é uma importante e curta obra do gênero zuihitsu, do período Kamakura (1185–1333) no Japão, assinado por Ren’in, o nome budista de Kamo no Chōmei, poeta japonês.
Escrito em 1212, o trabalho retrata o conceito budista de impermanência (mujō) através da descrição de vários desastres, como terremotos, fome, turbilhão e conflagração que recaem sobre o povo da capital, Quioto. O autor Chōmei, que em seu início de carreira trabalhou como poeta da corte e também era um talentoso realizador do biwa e do koto, tornou-se um monge budista aos cinquenta e poucos anos e foi morar nas montanhas, vivendo em uma cabana de 3 metros quadrados, no Monte Hino. O trabalho foi classificado como pertencente ao gênero zuihitsu e como literatura budista. Agora considerado um clássico literário japonês, o trabalho continua sendo parte do currículo escolar japonês.